# Lehmannia vrancensis
Lehmannia vrancensis is een slakkensoort uit de familie van de Limacidae. De wetenschappelijke naam van de soort is voor het eerst geldig gepubliceerd in 1973 door Lupu.